# Teorema de Lindemann–Weierstrass
El teorema de Lindemann–Weierstrass es un resultado muy útil para establecer la trascendencia de un número. Afirma que si α1, α2, ...,αn son números algebraicos linealmente independientes sobre el cuerpo de los números racionales {\displaystyle \mathbb {Q} }, entonces {\displaystyle e^{\alpha _{1}},e^{\alpha _{2}}\ldots ,e^{\alpha _{n}}} son algebraicamente independientes sobre {\displaystyle \mathbb {Q} }; es decir, el grado de trascendencia de la extensión del cuerpo {\displaystyle \mathbb {Q} (e^{\alpha _{1}},\ldots ,e^{\alpha _{n}})} sobre {\displaystyle \mathbb {Q} } es n.
Lindemann demostró en 1882 que eα es trascendente para todo α algebraico no nulo, y de este modo estableció que π es transcendente. Weierstrass demostró la forma más general de este teorema en 1885.
El teorema anterior junto con el Teorema de Gelfond-Schneider, está generalizado por la conjetura de Schanuel.

## Trascendencia deey π
La trascendencia de e y π se obtiene como corolario de este teorema.
Supongamos que α es un número algebraico no nulo; entonces {α} es un conjunto linealmente independiente sobre los racionales y por lo tanto {eα} es un conjunto algebraicamente independiente; en otras palabras, eα es trascendente. En particular, e1 = e es trascendente.
Probemos ahora que π es trascendente. Si π fuese algebraico, 2πi también lo sería (porque 2i es algebraico), y por tanto, según el teorema de Lindemann-Weierstrass 
e2πi = 1 es trascendente. Pero sabemos que 1 es racional y por tanto π es necesariamente trascendente.